# Jämjö
Jämjö – miejscowość (tätort) w Szwecji, w regionie administracyjnym (län) Blekinge, w gminie Karlskrona.
Według danych Szwedzkiego Urzędu Statystycznego liczba ludności wyniosła: 2629 (31 grudnia 2015), 2703 (31 grudnia 2018) i 2691 (31 grudnia 2019).
Położona przy międzynarodowej trasie E22 pomiędzy Karlskroną i Kalmar. Z trasy widać charakterystyczną dla miasta wieżę ciśnień.

## Galeria zdjęć

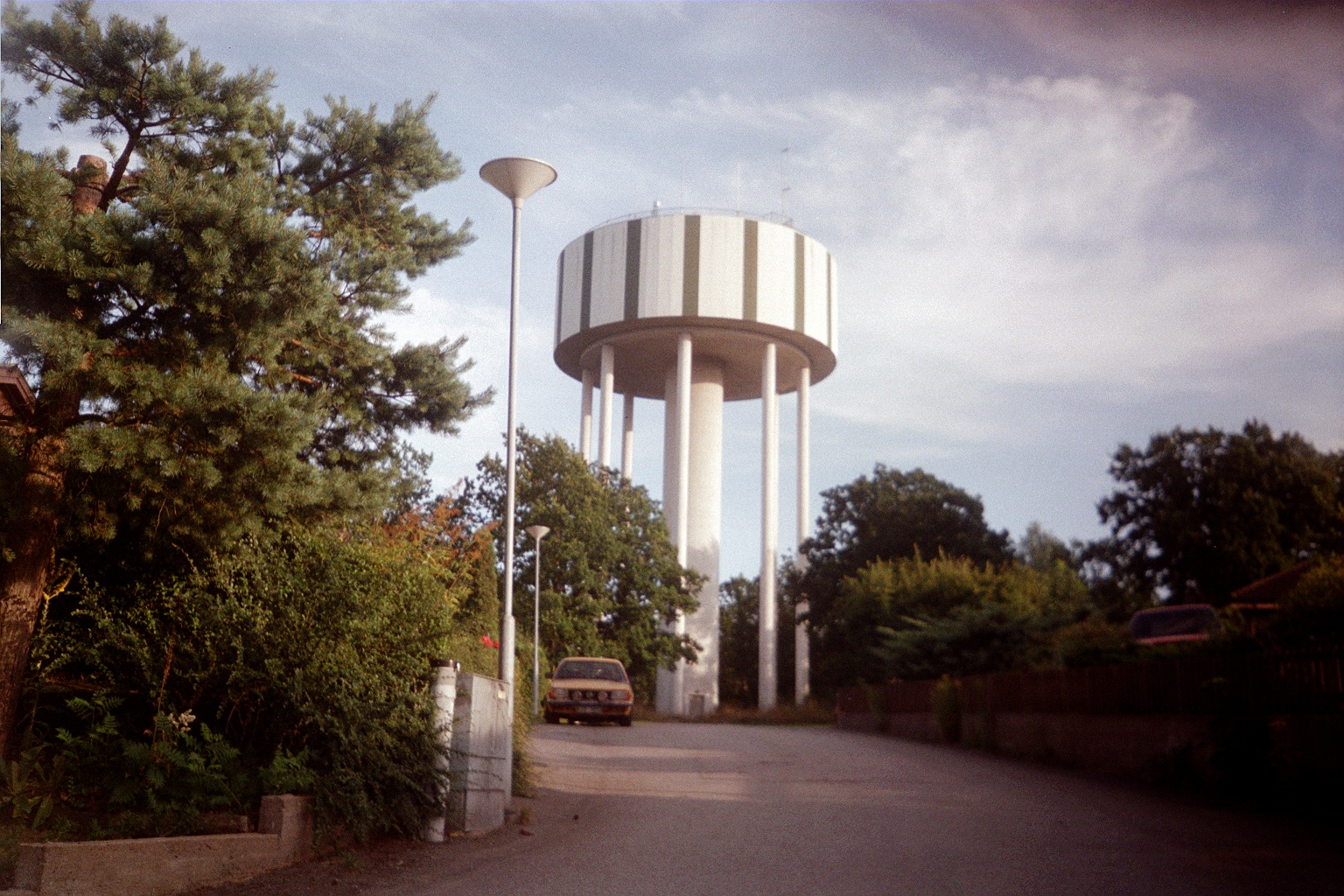
Wieża ciśnień w Jämjö
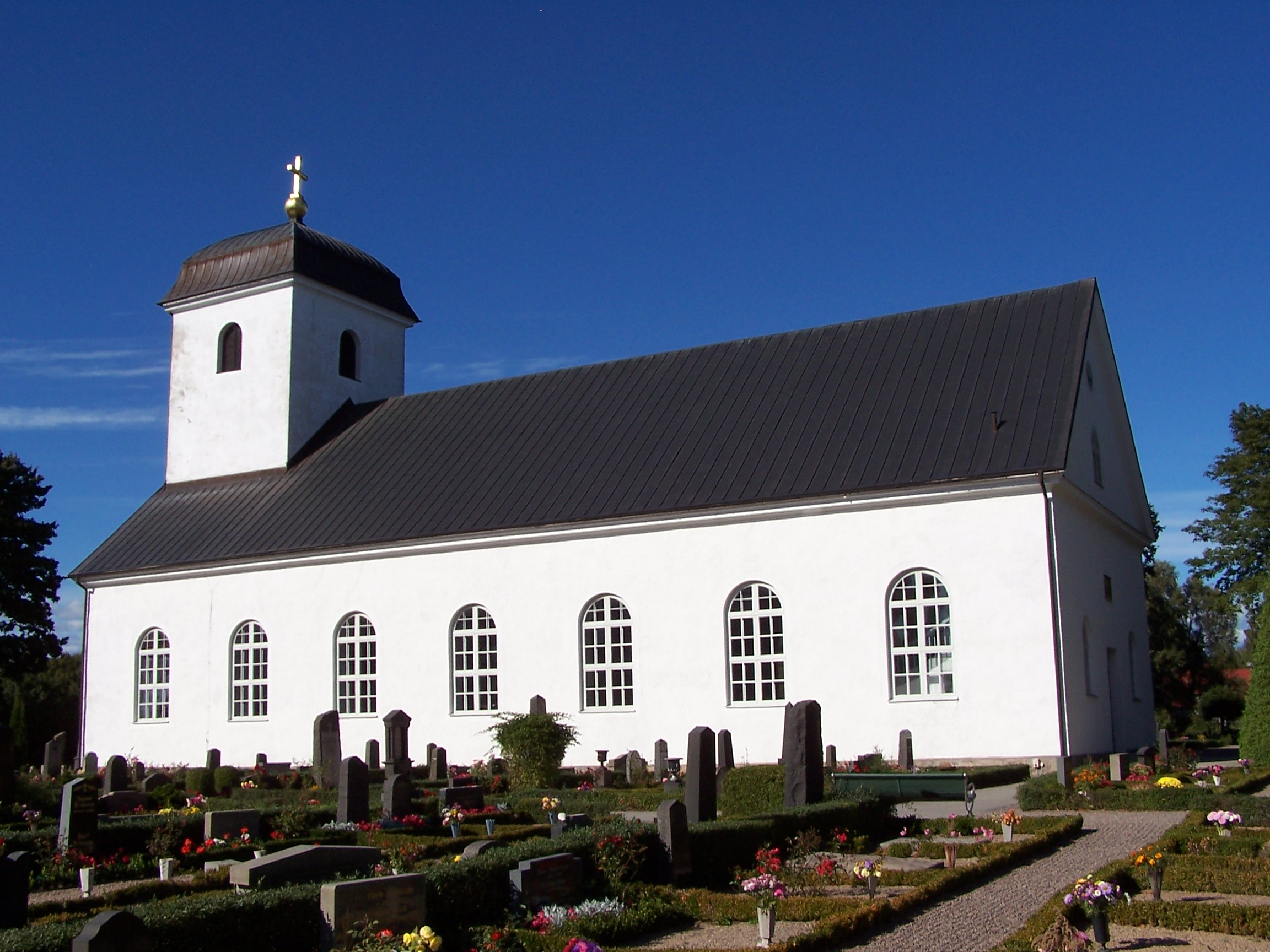
Kościół w Jämjö